# A350 (route russe)
Pour les articles homonymes, voir A350 (homonymie).
La route fédérale A-350  (en russe : Федера́льная автомоби́льная доро́га A350, Federalnaya avtomobilnaya doroga A350), est une route fédérale russe reliant Tchita à Zabaïkalsk. Elle constitue un tronçon de la route asiatique 6. La route d'accès 350 traverse sur 491 km le sud du kraï de Transbaïkalie, à travers de nombreux espaces steppiques et dépeuplés.

## Histoire
En 2011, le numéro de la route est changé, passant de route d'accès A160 (ou ) à A350.

## Description
La route fédérale A350 commence dans la ville de Tchita, se connectant aux routes fédérales R258 (vers Irkoutsk) et R297 (vers Khabarovsk). Elle traverse ensuite successivement Atamanovka, Novokroutchininski, Darassoun, Aguinskoïe, Mogoïtouï, Tsougol, Bezrechnaïa, et se termine à Zabaïkalsk à la frontière avec la Chine.